# Oluf Christensen

Oluf Christensen (1941)

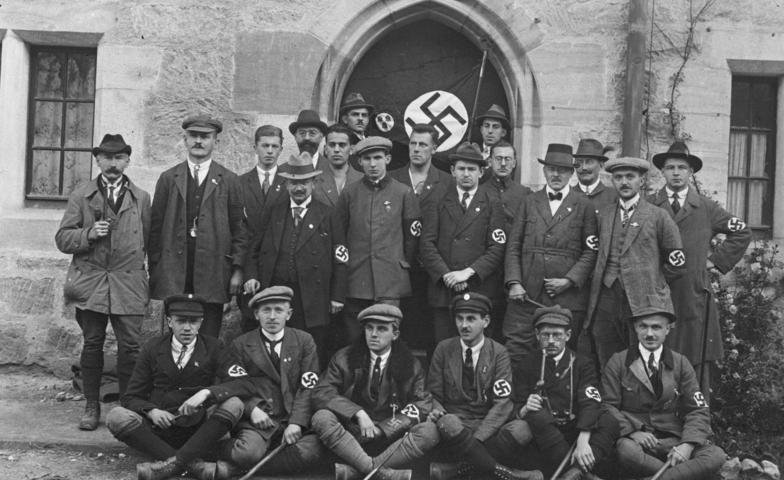
Oluf Christensen 1922 in Coburg (rechts, stehend), als Mitglied der NSDAP-Delegation

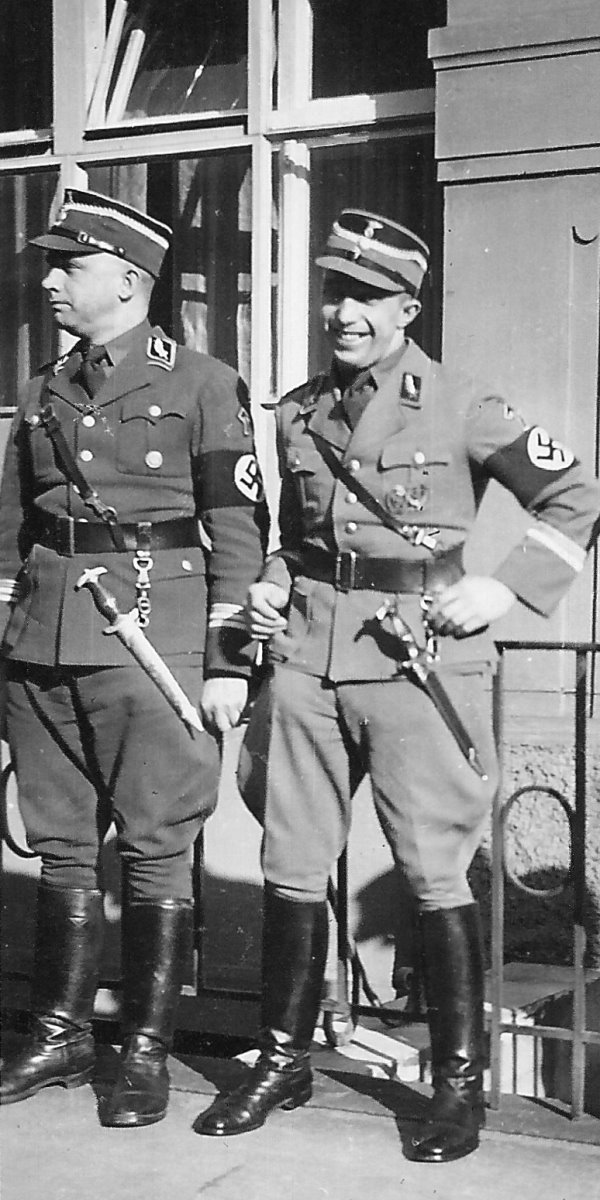
Oluf Christensen und Otto Wilkens 1937 in München

Oluf Christensen (* 13. Mai 1904 in Harburg; † 30. April 1957 in Trelde) war ein frühzeitiges Mitglied der NSDAP und ein hoher SA-Führer mit dem Rang SA-Brigadeführer. Er war ab 1941 auch Mitglied des zu der Zeit nahezu bedeutungslosen Reichstages.

## Leben
Christensen war ein Sohn des Sophus Christian Christensen (1880–1961) aus Hjortshøj/Dänemark und der Minna Friederike Christensen, geb. Ritter (1874–1956). Nach dem Besuch von Volks- und Mittelschule nahm Christensen 1921 als Freikorps-Mitglied im Wehrverband Hindenburg an der Niederwerfung des dritten polnischen Aufstands in Oberschlesien teil und erhielt eine Auszeichnung mit dem Schlesischen Adler II. Stufe. Von 1922 bis 1923 war er Mitglied des Deutschvölkischen Schutz- und Trutzbundes in Harburg. Im September 1922 trat er erstmals in die NSDAP ein (geworben von dem späteren SS-Brigadeführer Robert Schulz). Zum 10. Juli 1925 trat er der neu gegründeten NSDAP erneut bei (Mitgliedsnummer 10.225).
Am 1. August 1925 erfolgte sein Eintritt in die SA (zusammen mit dem Harburger Buchhalter und späteren SA-Oberführer Wilhelm Friederici war er Gründer der SA in Harburg, die zu dieser Zeit von der Zuordnung her noch zur Hamburger SA gehörte). Vom 1. August 1925 bis 31. Juli 1930 war Christensen im SA-Sturm 20 (später Sturm 11/9) Harburg, ab 1. September 1928 als SA-Scharführer und ab 13. Mai 1929 als SA-Truppführer aktiv. Im Januar 1930 erfolgte eine reichsweite organisatorische und namentliche Neueinteilung der SA-Formationen, bei der die Harburger SA-Standarte in Anlehnung an die Tradition der „alten Armee“ und als Gegenstück zum ehemaligen Harburger Pionierbataillon Nr. 9 in „SA-Standarte 9“ umbenannt wurde.
Beruflich ging es seit seinem Eintritt in die Beamtenlaufbahn bei der Deutschen Reichsbahn im Jahr 1927 und der sich bis 1929 anschließenden Ausbildung im Betriebs- und Verkehrsdienst der Reichsbahn mit Besuch der Fachschule der Reichsbahndirektion Altona von 1928 bis 1929 und der folgenden Beschäftigung zunächst als Reichsbahn-Hilfsbetriebs-Assistent und sodann als Betriebs-Assistent bei der Reichsbahn, mit Oluf Christensen in dieser Zeit der welt- und vor allem auch reichsweiten Wirtschaftskrise bergauf, was ihn in gewisser Weise von vielen der von ihm geführten SA-Männer unterschied, von denen nicht wenige in dieser Zeit arbeitslos waren.
Vom 1. August 1930 bis zum 31. August 1931 war Christensen Führer des SA-Sturms 11/9 (Harburg) und wurde am 8. November 1930 zum SA-Sturmführer (als Dienststellung) ernannt. Am 1. September 1931 wurde er, noch bevor er am 18. Oktober 1931 Teilnehmer am SA-Aufmarsch in Braunschweig war, mit der Führung des SA-Sturmbanns II/9 (Harburg) beauftragt. Durch Führerbefehl Nr. 9 des Obersten SA-Führers vom 15. April 1932 wurde er schließlich mit Wirkung vom 1. September 1931 als SA-Sturmführer (Dienstgrad) bestätigt und ebenfalls mit Wirkung vom 1. September 1931 zum Führer des Sturmbanns II/9 ernannt. Am 23. Februar 1933 erfolgte mit Wirkung vom 15. Juli 1932 die Beförderung zum SA-Sturmbannführer. Vom 12. März 1933 bis zum 31. Oktober 1933 war Christensen auch als Stadtverordneter der NSDAP und Bürgervorsteher in Harburg-Wilhelmsburg politisch aktiv.
Nachdem er bis zum 31. Oktober 1933 Führer des SA-Sturmbanns II/9 war und vom 5. August 1933 bis 26. August 1933 den 19. Lehrgang an der Reichsführerschule der SA in München erfolgreich und mit Verleihung der Tyr-Rune (am 26. August 1933) absolviert hatte, wurde Oluf Christensen am 1. Oktober 1933 zum SA-Obersturmbannführer befördert. Ab 1. November 1933 als hauptamtlicher SA-Führer übernommen, wurde er innerhalb der SA-Gruppe Nordsee nach Verden (Aller) versetzt und mit der Führung der dortigen SA-Standarte 14 beauftragt. Am 12. Dezember 1933 wurde ihm das Goldene Ehrenzeichen der NSDAP verliehen.
Christensen heiratete in Verden im Jahr 1935 Irmgard Bannehr und wurde Vater von vier Kindern.
Mit Führerbefehl Nr. 24 des Obersten SA-Führers vom 2. Mai 1934 (dem letzten unter Stabschef Ernst Röhm wirksam gewordenen) wurde er mit Wirkung vom 1. April 1934 zum SA-Standartenführer befördert und zum etatmäßigen Führer der SA-Standarte 14 (Verden/Aller), die er bis zum 15. September 1935 führte, ernannt. Ab 1. Juni 1935 führte Christensen, zunächst bis zum 14. September als beauftragter Führer, die SA-Standarte 75 in Bremen bis Ende 1936 und war in dieser Zeit u. a. auch als Gauredner der NSDAP im Gau Weser-Ems tätig.
Ab 1. Januar 1937 war Christensen zunächst kommissarisch mit der Führung der SA-Brigade 27 (Brandenburg-West) mit Dienstsitz in Rathenow beauftragt worden, bevor er mit seiner Beförderung zum SA-Oberführer ab 1. Mai 1937 bis zum 31. Juli 1938 beauftragter Führer dieser Brigade der SA-Gruppe Berlin-Brandenburg wurde. Vom 1. August 1938 war er bis Kriegsende ernannter Führer dieser Brigade und wurde in dieser Dienststellung am 9. November 1940 zum SA-Brigadeführer befördert.
Ab 29. November 1941 bis zur Kapitulation 1945 war Christensen als Nachrücker für den gefallenen SA-Obergruppenführer Arno Manthey auch Reichstagsabgeordneter der NSDAP für den Wahlkreis 5 (Frankfurt (Oder)).
Nach dem Krieg war er zuletzt in Rotenburg (Wümme) als Versicherungskaufmann tätig.
Christensen starb am 30. April (dem 12. Todestag Adolf Hitlers) durch Suizid und wurde in Hamburg auf dem Neuen Friedhof Harburg begraben (53° 26′ 44,6″ N, 9° 57′ 14,6″ O).